# 普萊諾 (伊利諾伊州)
普萊諾（英語：Plano）是一個位於美國伊利諾伊州肯德爾縣的城市。

## 地理
普萊諾的座標為41°39′47″N 88°32′10″W / 41.66306°N 88.53611°W，而該地的平均海拔高度為202米（即663英尺）。

## 人口
根據2010年美國人口普查的數據，普萊諾的面積為19.43平方千米，當中陸地面積為19.32平方千米，而水域面積為0.11平方千米。當地共有人口10856人，而人口密度為每平方千米558.72人。